# La Houssaye-en-Brie
La Houssaye-en-Brie ist eine französische Gemeinde mit 1703 Einwohnern (Stand 1. Januar 2022) im Département Seine-et-Marne in der Region Île-de-France. Sie gehört zum Arrondissement Provins und zum Kanton Fontenay-Trésigny.
Nachbargemeinden von La Houssaye sind Marles-en-Brie, Les Chapelles-Bourbon, Neufmoutiers-en-Brie, Mortcerf und Crèvecœur-en-Brie.

## Bevölkerungsentwicklung
| Jahr      | 1962 | 1968 | 1975 | 1982 | 1990 | 1999 | 2007 |
| Einwohner | 580  | 548  | 751  | 787  | 1038 | 1456 | 1606 |

## Sehenswürdigkeiten
Siehe auch: Liste der Monuments historiques in La Houssaye-en-Brie
- Schloss La Houssaye (Monument historique)
- Priorei Saint-Martin

## Persönlichkeiten
- Jean Bureau (um 1390–1463) Grand Maitre de l’Artillerie de France, Seigneur de la Houssaye 1450
- Charles Pierre François Augereau (1757–1816), Marschall von Frankreich, starb im Schloss La Houssaye.
- Arletty (1898–1992), Schauspielerin, wohnte nach dem Zweiten Weltkrieg 18 Monate im Schloss